# Front de libération de l'Azawad
Ne doit pas être confondu avec Front pour la libération de l'Azawad.
Le Front de libération de l'Azawad (FLA ; en touareg : ⵜⴰⴶⴰⵉⵜ ⵢⵏ ⵢⵙⵢⵍⵢⵍⵓ ⴰⵣⴰⵓⴰⴷ ; en arabe : جبهة تحرير أزواد) ou FLA est une organisation politique et militaire du nord du Mali fondée le 30 novembre 2024. Formée après la dissolution du Cadre stratégique permanent — incluant le Mouvement national pour la libération de l'Azawad (MNLA), le Haut conseil pour l'unité de l'Azawad (HCUA), et une partie du Mouvement arabe de l'Azawad (MAA) et du Groupe autodéfense touareg Imghad et alliés (GATIA) —, elle revendique l'indépendance ou l'autonomie de l'Azawad.

## Histoire
La fondation du Front de libération de l'Azawad est annoncée dans un communiqué, à l'issue d’une rencontre tenue entre le 26 et le 30 novembre par environ 180 responsables et membres du Cadre stratégique permanent (CSP),. Le groupe déclare avoir « pour objectif de conduire à la libération totale de l'Azawad et [à] la mise sur pied de l'autorité de l’Azawad ». Il adopte à cette occasion un nouveau drapeau et réclame l'« autodétermination » de l'Azawad.
Les quatre mouvements du CSP — le Mouvement national pour la libération de l'Azawad (MNLA), le Haut conseil pour l'unité de l'Azawad (HCUA), et une partie du Mouvement arabe de l'Azawad (MAA) et du Groupe autodéfense touareg Imghad et alliés (GATIA) — fusionnent ainsi pour se regrouper en une seule entité,.
Le lendemain de la création du FLA, sept ou huit de ses responsables sont tués par une frappe de drone Bayraktar près de Tinzawatène, dont Fahad Ag Almahmoud, chef de la branche rebelle du GATIA, et Choguibe Ag Attaher, amenokal de la tribu touarègue des Idnanes,,.

## Actions
Le 20 janvier 2025, entre Ménaka et Kidal, le FLA délivre un otage espagnol, Gilbert Navarro, enlevé le 14 janvier en Algérie, près de la frontière avec le Mali, par des bandits qui comptaient le vendre à l'État islamique dans le Grand Sahara. Celui-ci est remis le lendemain aux autorités algériennes.
En juin 2025, le FLA tend une embuscade à l'armée malienne et à Africa Corps. Selon le groupe de recherche All Eyes on Wagner, les pertes seraient de 45 morts pour les forces russo-maliennes.

## Vidéographie
- [vidéo] Mali : la résistance contre Wagner, Arte, 27 juin 2025.